# Santa Cruz da Trapa
Santa Cruz da Trapa est une paroisse (Freguesia) portugaise, située à 30 km au nord-ouest de Viseu.

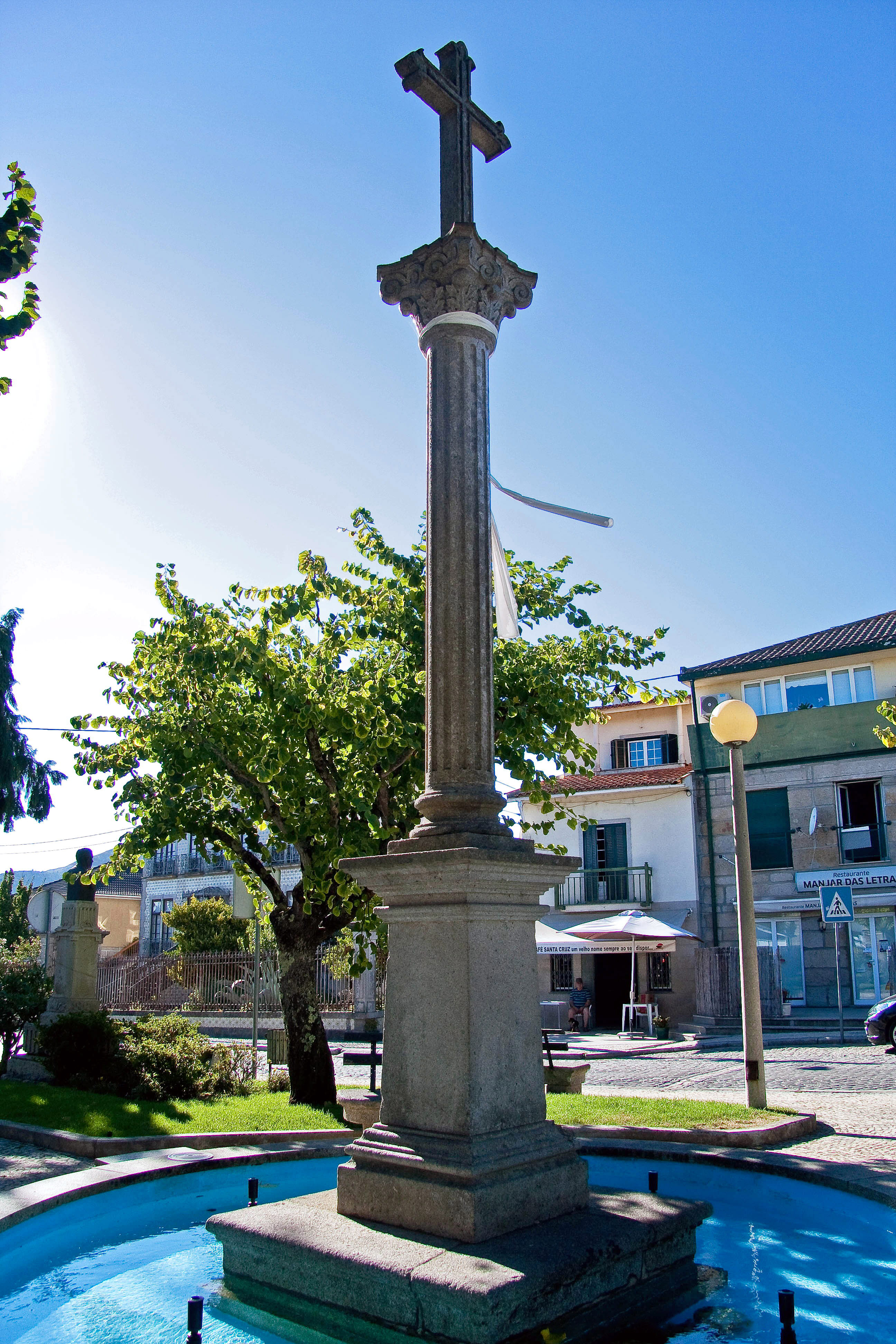
Santa Cruz da Trapa

Elle appartient à la municipalité de Sao Pedro do Sul.
Avec une superficie de 21,29 km2 et une population de 1 389 habitants (recensement de 2001), la densité de la paroisse s'élève à 65,2 hab./km2
La paroisse a été élevée au rang de ville le 12 juillet 2001.
Son ancien nom est São Mamede do Barroso.

## Patrimoine
- Maison des Malafaias
- Église de Santa Cruz da Trapa
- Chapelle São Sebastião